# سیارک ۲۹۲۰۴
سیارک ۲۹۲۰۴ (به انگلیسی: 29204 Ladegast، نامگذاری:1991GB11) بیست و نه هزار و دویست و چهارمین سیارک کشف شده‌است که در ۱۱ آوریل ۱۹۹۱ کشف شد.